# Earith
Earith är en ort och civil parish i distriktet Huntingdonshire i grevskapet Cambridgeshire i England. Orten hade 1 606 invånare 2011, på en yta av 0,55 km².